# Yaxha

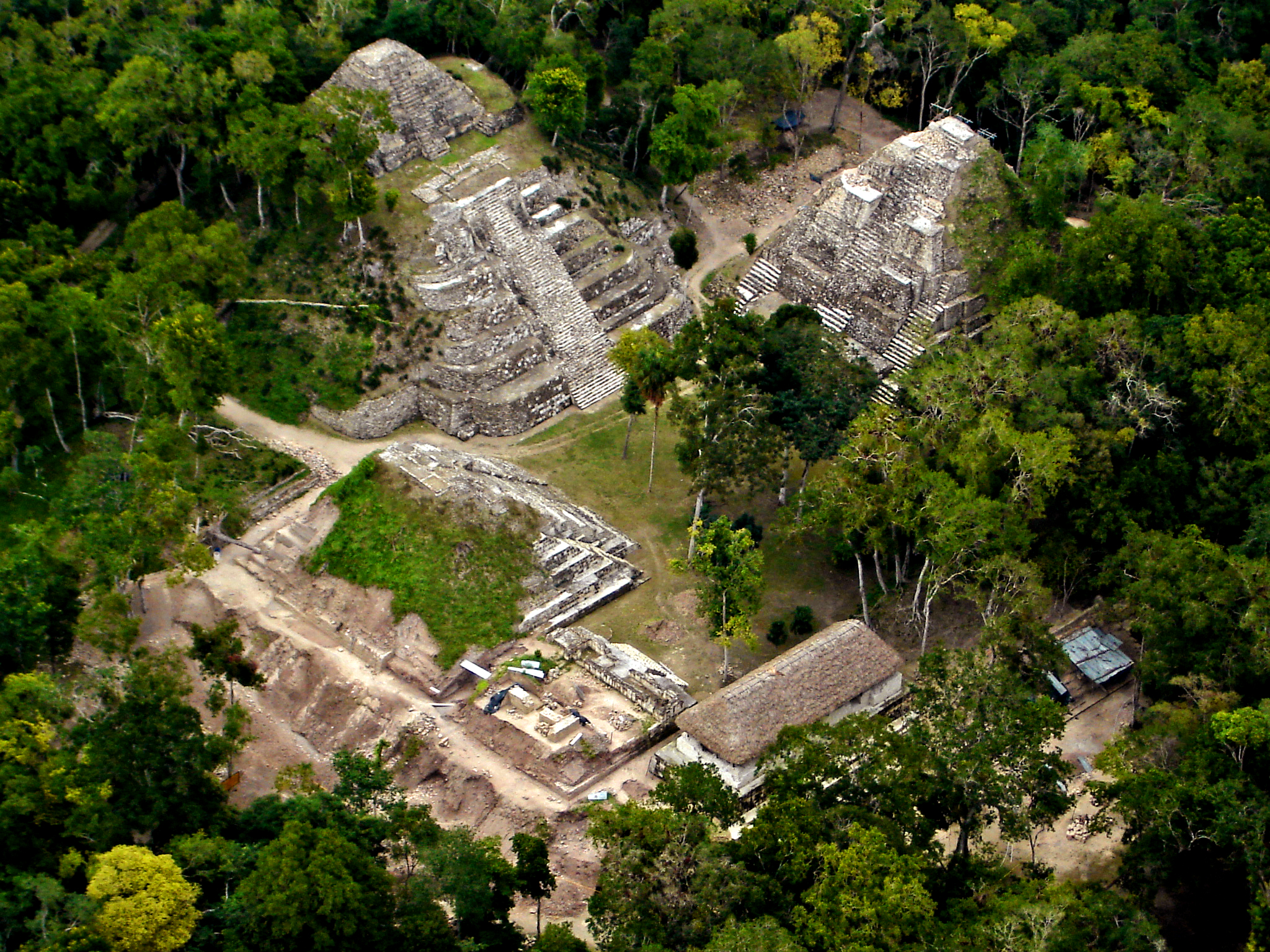
Yaxha, widok z lotu ptaka

Yaxha (lub Yaxhá) – stanowisko archeologiczne, znajdujące się w pobliżu jeziora Yaxha w departamencie Petén w Gwatemali, trzydzieści kilometrów na południowy wschód od stanowiska Tikal, kilka kilometrów od granicy z Belize.
Na stanowisku o powierzchni 2 km² znaleziono ponad 1700 zabytków cywilizacji Majów z epoki preklasycznej (1500 p.n.e. – 250 n.e.) i klasycznej (250-950 n.e.). Po Tikal i El Mirador, jest to trzecie największe stanowisko archeologiczne związane z kulturą Majów w Gwatemali.
Nazwa Yaxha oznacza w językach Majów „niebiesko-zielona woda”.

## Polskie stanowisko archeologiczne
Historia zaangażowania polskich archeologów w badania w rejonie gwatemalskiego Parku Triángulo rozpoczęła się od przyjęcia w 1999 roku dwójki polskich studentów (Justyna Olko z Uniwersytetu Warszawskiego oraz Jarosław Źrałka z Uniwersytetu Jagiellońskiego) do grona członków międzynarodowego projektu archeologicznego Projektu Triángulo. Zgodnie z informacjami podanymi przez Ośrodek Badań Prekolumbijskich, polscy studenci byli członkami ekip badawczych na takich stanowiskach jak Nakum, Yaxha czy Naranjito, gdzie badali m.in. dokumentację prekolumbijskich graffiti i uczestniczyli w pracach archeologicznych.